# Alrik Lindh
Alfred Axel Alrik Lindh, född 14 mars 1844 på Norns bruk i Hedemora, död 29 januari 1898 i Göteborg, var en svensk kirurg.
Lindh, som var son till komminister Johan Magnus Lindh och Johanna Ulrika Erelius, inskrevs vid Uppsala universitet 1863, avlade mediko-filosofisk examen 1864, blev medicine kandidat där 1867 och medicine licentiat vid Karolinska institutet i Stockholm 1870. Han blev amanuens vid kirurgiska avdelningen på Serafimerlasarettet 1870, underkirurg där 1871 och lasarettsläkare på Halmstads lasarett 1872. Han  disputerade 1882 vid Lunds universitetet och blev samma år medicine doktor.
Från 1882 fram till sin död var Lindh verksam vid Allmänna och Sahlgrenska sjukhuset i Göteborg. Under sin tid som överläkare vid den kirurgiska avdelningen införde han behandlingen av appendicit med operation vilket resulterade i en kraftig minskning av dödligheten i sjukdomen.
År 1884 kallades han till ledamot av Kungliga Vetenskaps- och Vitterhetssamhället i Göteborg och från oktober 1893 till 1894 var han dess ordförande.
En gata på Guldheden i Göteborg, Doktor Lindhs Gata, är uppkallad efter Alrik Lindh.